# Gostilje Brajovićko
Gostilje Brajovićko este un sat din comuna Danilovgrad, Muntenegru. Conform datelor de la recensământul din 2003, localitatea are 23 de locuitori (la recensământul din 1991 erau 29 de locuitori).

## Demografie
În satul Gostilje Brajovićko locuiesc 23 de persoane adulte, iar vârsta medie a populației este de 60,9 de ani (58,1 la bărbați și 63,3 la femei). În localitate sunt 10 gospodării, iar numărul mediu de membri în gospodărie este de 2,30.
|  |

| Demografie | Demografie | Demografie |
| An         | Locuitori  | Locuitori  |
| ---------- | ---------- | ---------- |
|            |            |            |
|            |            |            |
|            |            |            |
|            |            |            |
| 1948       | 158        |            |
| 1953       | 170        |            |
| 1961       | 147        |            |
| 1971       | 103        |            |
| 1981       | 41         |            |
| 1991       | 29         | 29         |
| 2003       | 23         | 23         |

| \| Componența etnică conform recensământului din 2003[2] \| Componența etnică conform recensământului din 2003[2] \| Componența etnică conform recensământului din 2003[2] \| Componența etnică conform recensământului din 2003[2] \| Componența etnică conform recensământului din 2003[2] \| \| ----------------------------------------------------- \| ----------------------------------------------------- \| ----------------------------------------------------- \| ----------------------------------------------------- \| ----------------------------------------------------- \| \| \| \| \| \| \| \| Muntenegreni \| Muntenegreni \| \| 23 \| 100% \| \| necunoscută \| necunoscută \| \| 0 \| 0% \| |              |  |    |      |
| Componența etnică conform recensământului din 2003 |              |  |    |      |
| |              |  |    |      |
| Muntenegreni | Muntenegreni |  | 23 | 100% |
| necunoscută | necunoscută  |  | 0  | 0%   |